# 史集

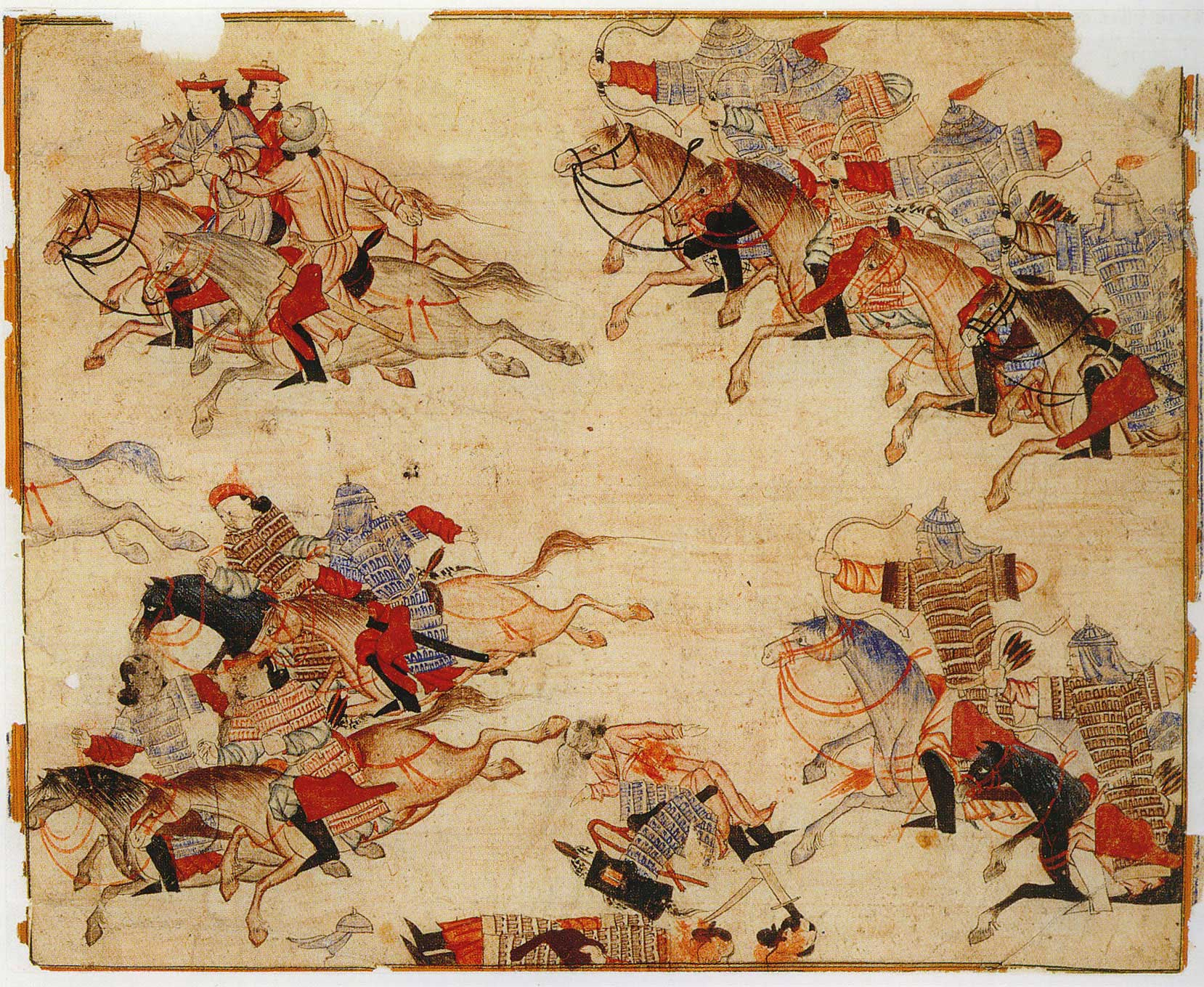
书中描绘的蒙古骑兵

《史集》（转写：Jāmiʿ al-tawārīkh或JĀMEʿ AL-TAWĀRIḴ），又稱《集史》，成书于1300年～1310年间，是波斯伊儿汗国时期宰相、史学家拉施特（1247年至1318年）奉蒙古君主合贊汗之命主编的史書。
《史集》總集數共有三卷。調查部分總共約400頁，以波斯語、阿拉伯語和蒙古語編寫。第一部在合贊的繼任者完者都任內完成。它不將遊牧民的歷史視作其他文明的附屬，而為突厥歷史與蒙古歷史單獨著書。第二部為完者都下令追加，描述了中國至歐洲諸文明的傳說源流與重要事件，因其涵蓋範圍之廣被譽為「第一本世界史」。

## 架構
1. 第一部（合贊祝福史 Taʾrīkh-ī Ghazānī）：突厥與蒙古史
  - 突厥與蒙古諸部族志（紀載烏古斯可汗傳說）
  - 成吉思汗之先祖與其子孫諸王紀（紀載至合贊汗）
2. 第二部（完者都任內追加）
  - 完者都紀（現已散佚）
  - 歐亞諸國志（沿用塔巴里《歷代先知與帝王史》的寫作架構）
    - 始祖阿丹與各族始祖族長
    - 前伊斯蘭時期的波斯
    - 先知穆罕默德 和哈里發們 (含正統哈里發時期、倭馬亞王朝、阿拔斯王朝與法蒂瑪王朝）
    - 波斯的伊斯蘭王朝（加茲尼王朝、塞爾柱王朝、花剌子模與阿刺模忒堡謝赫朝）
    - 突厥史
    - 以色列史
    - 法蘭克史（即歐洲史，主要紀載教宗國與神聖羅馬帝國）
    - 中國史（盤古至南宋、遼、金共36個王朝）
    - 印度史
3. 第三部（現已散佚）：地理志
  - 諸域圖志（Suwar al-aqalim）
  - 諸國道路志（Masâlik al-mamâlik）
4. 附錄－五族譜（Shu'ab-i panjganah）：第二部提及之各族君長的族譜整理[4]
  - 阿拉伯世系（Shu'ab-i Arab，始祖阿丹至穆斯台綏木）
  - 以色列世系（Shu'ab-i Banī Isrā'īl，亞伯拉罕至當代出身此族的名人）
  - 蒙古世系（Shu'ab-i Mughūl，朵奔篾兒干與阿蘭豁阿至合贊）
  - 基督徒與法蘭克世系（Shu'ab-i Nasārā va Afranj，第1至第202任教宗本篤十一世及第1至第101任凱撒（東正教牧首）阿爾伯特）
  - 中國世系（Shu'ab-i Khatāy，盤古至宋寧宗與金末帝）

## 史集中蒙古、突厥與伊斯蘭之關係
《史集》第一部第一卷的〈部族志〉對於蒙古、突厥與伊斯蘭的關係觀點如下：
- 東起長城、西至欽察的草原游牧民廣泛稱為突厥，而將蒙古人歸為突厥人的一支。[5]
- 認為伊斯蘭、基督教與猶太教文獻共通記載的挪亞之子雅弗即突厥人傳說中的先祖阿不勒札汗。[6]
- 所有的突厥人被分為追隨阿不勒札汗的曾孫烏古斯可汗改宗伊斯蘭的烏古斯人（畏兀兒、康里等）與沒有歸附他的部落，後者又被分為三者：自古便自稱蒙古的部落、蒙古興起後才自稱蒙古的部落（塔塔兒、札剌亦兒等）、從未自稱為蒙古的部落（乃蠻、汪古等）。[5]